# Житник, Игнаций
Игнаций Житник (словен. Ignacij Žitnik; 24 ноября 1857, Фужина — 28 декабря 1913, Любляна) — словенский журналист, политик и религиозный деятель.

## Биография
Родился в семье мельника. Окончил школу и гимназию в Ново-Место. В 1879 году отправился на военную службу в Любляну, откуда через два года был переведён в кадетскую школу в Триесте, однако из-за конфликта с командованием он был вынужден вернуться в словенскую столицу. Возвратясь в Любляну, Житник отошёл от военного дела и посвятил себя религии. Изучив богословие, он стал капелланом в Сентернее и Добрниче, совмещая службу в церкви с работой журналистом. В 1889 став членом Словенской народной партии, он занял пост депутата в Ландтаге Крайны. В этом созыве парламента была принята, предложенная Житником резолюция о восстановлении рабочего сословия в среде местных христиан.
В 1892 году он отправился в Рим, где после двух лет обучения получил докторскую степень по римскому праву. Вернувшись в Любляну, он на год занял пост викария в исправительной колонии Люблянского града. Несмотря на отъезд в Рим, Житник не сложил своих полномочий в ландтаге, что позволило ему в будущем быть постоянным членом различных парламентских комитетов. Деятельность в парламенте он успешно совмещал с другими профессиями, освоенными им ранее, так в 1910 году он получил титул каноника в Кафедральном соборе Любляны, а в 1912 с помощью Янеза Крека подробно освещал события на фронтах Первой Балканской войны.